# Disk Google
Disk Google (anglicky Google Drive) je webové úložiště dat provozované společností Google, které využívá cloud computingu a umožňuje uživateli úschovu a sdílení dat. Služba byla uvedena do provozu 24. dubna 2012 a v listopadu 2013 měla 120 miliónů aktivních uživatelů.
Služba zahrnuje také on-line kancelářský balík Google Docs. Součástí úložiště je Google Apps Script, Javascript běžící na serverech Googlu.
Původně uživatelům služba zdarma poskytovala 5 GB úložného prostoru na účet včetně fotek Picasa a mailů v Gmailu, později hodnotu zvedla na 15 GB. Další úložný prostor až do 30 TB si lze pronajímat.

Méně příznivý je ale rozsah licence, kterou uživatelé služby dávají společnosti Google používáním služby: 
Když nahrajete, vložíte, uložíte, odešlete nebo přijmete obsah do našich služeb nebo jejich prostřednictvím, udělujete společnosti Google (a těm, se kterými spolupracujeme) celosvětovou licenci k používání, hostování, ukládání, reprodukci, úpravám, vytváření odvozených děl (například děl vzniklých překladem, úpravami nebo jinými změnami, které provedeme, aby váš obsah lépe fungoval s našimi službami), sdělování, publikování, veřejnému předvádění, veřejnému zobrazování a distribuci takového obsahu.
Bryan Lovgren, Terrifying User Agreements You've Probably Accepted, LinkedIn.
V roce 2017 byl Google Drive jedním z nejoblíbenějších serverů pro sdílení pirátského obsahu, jiná úložiště byla používána v řádově menším rozsahu. Jenom za říjen 2017 dostal Google přes 4700 DMCA žádostí o stažení obsahu, ve kterých se objevovaly až desítky odkazů. Výhodou Google Drive proti jiným službám je možnost založení účtu bez ověřování a možnost přehrávání některých formátů přímo v prohlížeči.